# Hattiesburg
Hattiesburg is een plaats (city) in de Amerikaanse staat Mississippi, en valt bestuurlijk gezien onder Forrest County en Lamar County.

## Demografie
Bij de volkstelling in 2000 werd het aantal inwoners vastgesteld op 44.779.
In 2006 is het aantal inwoners door het United States Census Bureau geschat op 48.012, een stijging van 3233 (7.2%). In 2020 werden 48.730 inwoners geteld.

## Geografie
Volgens het United States Census Bureau beslaat de plaats een oppervlakte van
128,7 km², waarvan 127,6 km² land en 1,1 km² water. Hattiesburg ligt op ongeveer 69 m boven zeeniveau.

## Plaatsen in de nabije omgeving
De onderstaande figuur toont nabijgelegen plaatsen in een straal van 32 km rond Hattiesburg.

## Geboren
- Van Dyke Parks (1943), muzikant, componist, songwriter, muziekproducent, arrangeur en acteur
- Eddie Hodges (5 maart 1947), zanger, acteur
- Fred Armisen (4 december 1966), komiek
- Taylor Spreitler (23 oktober 1993), actrice